# Fase (fisica)
In fisica e ingegneria, la fase di una funzione periodica a un certo istante temporale è la frazione di periodo trascorsa rispetto ad un tempo fissato.
Si tratta di un particolare istante durante lo svolgersi di un fenomeno periodico, sia esso un moto o un segnale elettrico, che viene misurato tramite un angolo, detto angolo di fase.

## Fase nel moto armonico

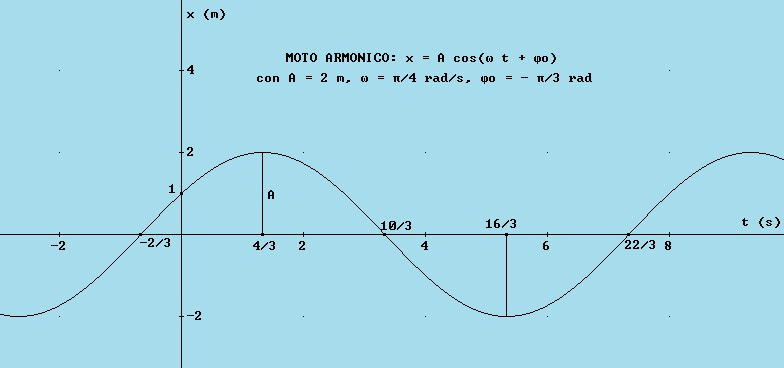
Diagramma spazio - tempo di un moto armonico

L'esempio in un certo senso canonico di moto periodico è il cosiddetto moto armonico: è utile cominciare ad analizzare il significato del termine fase con riferimento a questo particolare tipo di moto, sia per la sua semplicità che per la frequenza con cui lo si può trovare in natura.
In un moto armonico, indicata con {\displaystyle x(t)} la posizione istantanea del punto materiale in moto nel tempo (o il valore istantaneo del segnale, ad es. la sua tensione), con {\displaystyle A} l'ampiezza del moto, con {\displaystyle \omega } la sua frequenza angolare (detta anche "pulsazione") e con {\displaystyle t} il tempo, la legge del moto risulta essere:
{\displaystyle x(t)=A\cos(\omega t+\varphi _{0})}
in cui per semplicità si è ipotizzato (senza perdita di generalità) che il tempo iniziale e la posizione iniziale siano nulli.
Si tenga anche presente che le quantità {\displaystyle A}, {\displaystyle \omega } e {\displaystyle \varphi _{0}}, in questo particolare moto, sono costanti. Perciò l'unica grandezza variabile qui è il tempo e di conseguenza l'andamento del moto in un diagramma spazio - tempo sarà simile al grafico del coseno (vedi figura a lato).
Le uniche differenze sono dovute ad A, che "amplifica" verticalmente il segnale (nel nostro caso di 2 volte) e alla costante {\displaystyle \varphi _{0}} che produce una "traslazione" del segnale della quantità {\displaystyle -\varphi _{0}/\omega } (nel nostro caso pari a 4/3, come si nota in figura).
La quantità tra parentesi a destra nella formula, cioè l'argomento {\displaystyle \omega t+\varphi _{0}} del coseno, viene detta fase del moto {\displaystyle \varphi }, mentre la sola parte {\displaystyle \varphi _{0}} si chiama costante di fase oppure fase iniziale.
Si noti che entrambe queste grandezze rappresentano angoli; la prima rappresenta l'angolo, variabile nel tempo, associato al moto armonico (quando cioè si pensi al moto armonico come proiezione di un moto circolare uniforme su un suo diametro), mentre la seconda rappresenta il valore iniziale dell'angolo di fase, cioè quello associato alla posizione del moto corrispondente all'istante considerato come iniziale (che noi abbiamo supposto essere zero per semplicità).
Si noti altresì che, con un'opportuna scelta del tempo iniziale, si può sempre porre la costante di fase pari a zero, senza perdita di generalità.
In tal caso la formula si semplifica in:
{\displaystyle x(t)=A\cos(\omega t)}
Quindi, dato che il tempo iniziale è arbitrario, anche la fase iniziale lo sarà.
Inoltre si può vedere facilmente che se si pone invece {\displaystyle \varphi _{0}} = - 90° (ovvero {\displaystyle -\pi /2} radianti, in unità del Sistema Internazionale) si ricava:
{\displaystyle x(t)=A\cos(\omega t-\pi /2)=A\sin(\omega t)}
Ciò significa che per trattare un moto armonico si può indifferentemente usare il seno o il coseno, dato che una funzione si trasforma nell'altra semplicemente tramite un banale cambiamento di fase iniziale.

## Sfasamento

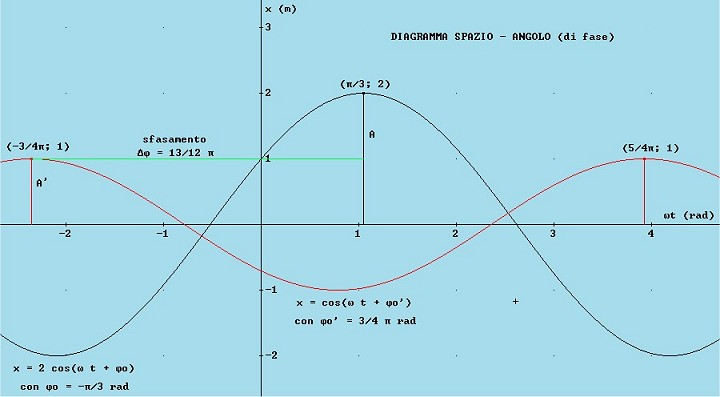
Diagramma spazio - angolo che mostra lo sfasamento (in verde)

Quando si considerano due segnali sinusoidali aventi la stessa frequenza, si può poi parlare di differenza di fase tra loro {\displaystyle \Delta \phi } o sfasamento, intendendo con ciò da un punto di vista matematico la differenza tra le due costanti di fase
{\displaystyle \Delta \phi =\varphi _{0}-\varphi _{0}'}
In figura ad es. il segnale in nero è lo stesso della figura precedente, ingrandito e in funzione dell'angolo di fase anziché del tempo; il segnale in rosso (che è ampio la metà) ha fase iniziale pari a 3/4 {\displaystyle \pi } radianti. Perciò lo sfasamento tra i due segnali sarà pari a:
{\displaystyle \Delta \phi =3/4\pi -(-\pi /3)=13/12\pi }
Da un punto di vista fisico lo sfasamento rappresenta l'angolo corrispondente alla differenza temporale tra il raggiungimento successivo di una stessa particolare fase (ad es. il massimo) tra i due segnali (in figura è l'angolo corrispondente al segmento orizzontale in verde che mostra la separazione angolare tra gli istanti corrispondenti a due massimi adiacenti, del primo e del secondo segnale).

## Anticipo e ritardo di fase, casi particolari

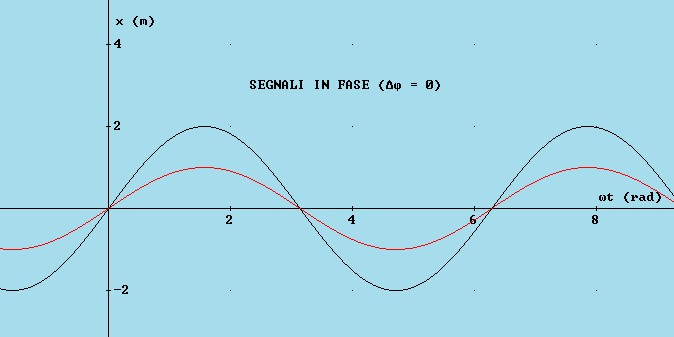
Segnali in fase: lo sfasamento è nullo

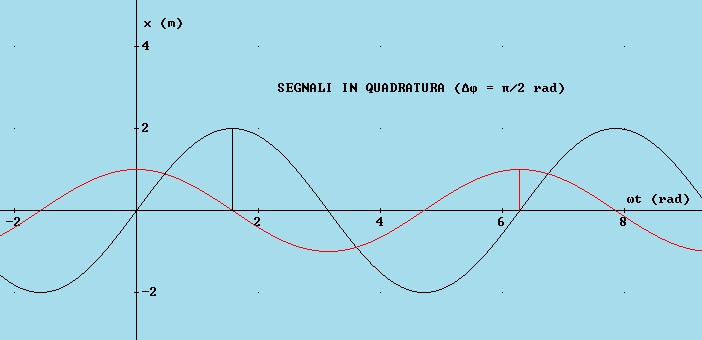
Segnali in quadratura: lo sfasamento è un angolo retto

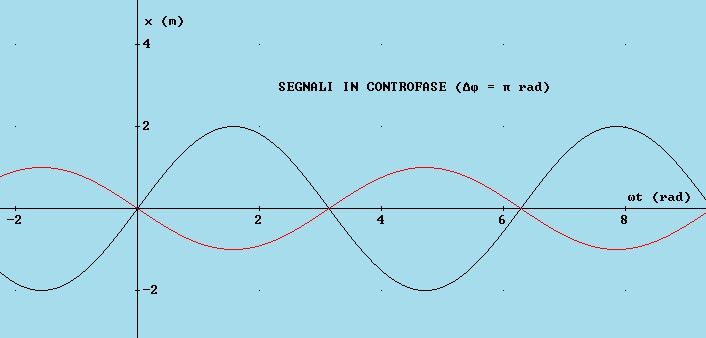
Segnali in controfase: lo sfasamento è un angolo piatto

Un caso molto comune è quello in cui i due segnali siano la tensione {\displaystyle v} e la corrente {\displaystyle i} in un circuito elettrico in corrente alternata.
In tal caso si può parlare di tensione in anticipo di fase (oppure in ritardo di fase) sulla corrente; il che per inciso può anche essere equivalentemente espresso dicendo invece che la corrente è rispettivamente in ritardo (oppure in anticipo) di fase sulla tensione.
Ad esempio, sempre con riferimento alla figura precedente, se il segnale in nero rappresenta la tensione e il segnale in rosso la corrente, si può dire che la tensione è in ritardo di fase (il suo massimo viene dopo) di 13/12 {\displaystyle \pi } rad rispetto alla corrente. Naturalmente si può anche pensare che la tensione sia in anticipo rispetto alla corrente di 11/12 {\displaystyle \pi } rad (che si ottiene da 5/4 {\displaystyle \pi } - {\displaystyle \pi }/3); NB: si pensi che 13/12 {\displaystyle \pi } rad e -11/12 {\displaystyle \pi } rad rappresentano in effetti lo stesso angolo (pari a 195° = -165°).
Casi particolari notevoli sono quelli in cui:
- lo sfasamento è pari a 0° e si dice che i segnali sono in fase: si noti come "creste" e "gole" delle onde siano allineate verticalmente (quindi sincrone);
- lo sfasamento è pari a ± 90° e si dice che i segnali sono in quadratura: punti corrispondenti, ad es. le creste dei due segnali, sono spostati di un quarto di periodo;
- lo sfasamento è pari a 180° e si dice che i segnali sono in controfase: le creste di un segnale sono allineate verticalmente con le gole dell'altro e viceversa.

## Fase nella propagazione delle onde

Diagramma spaziale di propagazione di un'onda sinusoidale trasversale. I punti colorati eseguono un moto armonico in direzione verticale con la stessa frequenza, ma con fase differente.

Infine, quando si prende in esame il fenomeno della propagazione ondulatoria, indicando con {\displaystyle z} la direzione di propagazione dell'onda, l'entità {\displaystyle y} dell'oscillazione sarà data da una funzione del tipo:
{\displaystyle y=f(z-vt)}
con {\displaystyle v} che indica la cosiddetta velocità di fase dell'onda.
In particolare, considerando il caso più comune ed importante, ovvero l'onda sinusoidale, la formula precedente diventa:
{\displaystyle y=A\sin(kz-\omega t-\varphi _{0})}
in cui il segno "-" davanti a {\displaystyle \varphi _{0}} appare tradizionalmente per indicare per convenzione un'onda che si propaga nel verso positivo dell'asse z, k rappresenta il cosiddetto numero d'onda angolare, che dipende dalla lunghezza d'onda {\displaystyle \lambda } :
{\displaystyle k={\frac {2\pi }{\lambda }}}
{\displaystyle \omega } ha il solito significato di pulsazione, dipendente dal periodo T:
{\displaystyle \omega ={\frac {2\pi }{T}}}
la velocità di fase è espressa dalla relazione fondamentale delle onde:
{\displaystyle v={\frac {\lambda }{T}}={\frac {\omega }{k}}}
e le altre grandezze {\displaystyle A} e {\displaystyle \varphi _{0}} hanno analogo significato a quello che avevano nella trattazione del moto armonico esposta all'inizio.
Perciò {\displaystyle \varphi _{0}} si dice in questo caso costante di fase dell'onda, mentre l'argomento del seno, cioè {\displaystyle kz-\omega t-\varphi _{0}} si chiama fase dell'onda.
Si noti però che nel caso delle onde, oltre al tempo t, anche z è variabile; e quindi la propagazione dell'onda sinusoidale può essere pensata come formata da una doppia oscillazione: una sinusoidale nello spazio (a tempo fissato, cioè una sorta di foto istantanea dell'onda lungo la direzione di propagazione - o se preferite una sorta di "sinusoide congelata") e una armonica nel tempo (a posizione z fissata, cioè prendendo in esame le oscillazioni indotte dall'onda in un unico punto oscillante, disposto lungo la direzione di propagazione).
Cioè, durante la propagazione di un'onda sinusoidale, ogni punto del mezzo oscillante esegue nel tempo un moto armonico, progressivamente sfasato rispetto agli altri punti, a seconda della loro coordinata z.
Ad esempio, nel caso illustrato dall'animazione, la lunghezza d'onda è pari a 4 metri e, dato che i tre punti evidenziati hanno ascissa rispettivamente 1, 2.5 e 3.5 metri lungo la direzione di propagazione z, gli sfasamenti del punto rosso e del punto verde rispetto a quello giallo saranno pari rispettivamente a:
{\displaystyle \Delta \phi _{1}} = 360° · (2,5 - 1)/ {\displaystyle \lambda } = 135°
{\displaystyle \Delta \phi _{2}} = 360° · (3,5 - 1)/ {\displaystyle \lambda } = 225°
da cui fra l'altro si può notare che il punto rosso e quello verde risultano in quadratura fra loro (quando uno dei due si trova in un estremo dell'onda, l'altro si trova in un suo nodo e viceversa).
Del fatto che il moto dei punti oscillanti sia veramente armonico, ci si può convincere scegliendo un valore costante per la coordinata z, ad esempio {\displaystyle z=\pi /k=\lambda /2}, e sostituendolo nell'equazione dell'onda (2). Con i seguenti passaggi matematici si deduce che l'oscillazione in funzione del solo tempo è data da:
{\displaystyle y=A\sin(k\pi /k-\omega t-\varphi _{0})=A\sin[\pi -(\omega t+\varphi _{0})]=A\sin(\omega t+\varphi _{0})}
ossia un'equazione del moto armonico, analoga alla formula data all'inizio.